# 알렉스 그랜트
알렉산더 이언 그랜트(영어: Alexander Ian Grant, 1994년 1월 23일 ~ )는 잉글랜드 출생 호주의 축구 선수로 현재 시드니 FC에서 센터백으로 활약 중이며 K리그 등록명은 그랜트였다.

## 수상 내역

### 클럽
퍼스 글로리
- FFA컵 : 준우승 (2015)
- A리그 : 준우승 (2018-19), 4강 (2016-17, 2019-20)

 포항 스틸러스
- K리그1 : 준우승 (2023)
- K리그1 : 3위 (2022)
- AFC 챔피언스리그 : 준우승 (2021)
- FA컵 : 우승 (2023)